# Дорога жизни
«Доро́га жи́зни» — единственная транспортная магистраль, по которой во время блокады Ленинграда осуществлялось снабжение окружённой советской группировки войск и гражданского населения города. В периоды навигации перевозки осуществлялись по воде, во время ледостава — по льду Ладожского озера. Работала с 12 сентября 1941 по март 1943 года. Автодорога, проложенная по льду, часто называется Ледовой дорогой жизни (официально — Военно-автомобильная дорога № 101 (№ 102)). У маяка Осиновец существует также музей «Дорога жизни».

## История
В результате неудачного для СССР начала войны и последующих боёв войска Германии и Финляндии в начале сентября 1941 года окружили защищающие Ленинград советские войска. Внутри кольца оказались основные силы Ленинградского фронта (8, 23, 42 и 55 армии) и практически все силы Балтийского флота — всего примерно полмиллиона военнослужащих. Помимо войск в кольце блокады оказалось всё гражданское население города — примерно 2,5 миллиона жителей и 340 тысяч человек проживавших в пригородах. Для их снабжения требовалось устроить доставку грузов, что можно было сделать либо при помощи авиации, либо завозить грузы по воде — через Ладожское озеро на контролируемое блокированными советскими войсками побережье Ладоги. Авиамост в Ленинград был налажен, но он не мог полностью удовлетворить потребности в перевозках. Началось освоение водного маршрута.
В мирное время основное транспортное сообщение Ленинграда с остальной страной происходило железнодорожным транспортом и внутренним водным. По воде подавляющее количество перевозок осуществлялось Северо-Западным речным пароходством. До войны оно располагало 232 буксирными судами общей мощностью 35,6 тыс. кВт и 960 несамоходными плавсредствами общей грузоподъёмностью 420 тыс. т, а также 39 грузопассажирскими и 28 служебно-вспомогательными судами общей мощностью 5,5 тыс. кВт. Грузооборот пароходства в 1940 году составил 1214 млн тонно-километров, было перевезено 6804 тыс. т грузов. После начала войны пароходство передало в ведение военных органов 25 % грузопассажирских и 28 % буксирных судов, 33 % сухогрузных и 35 % нефтеналивных барж. Кроме того до начала блокады в центральные и северные бассейны страны ушло с грузами около 150 пароходов и 350 барж пароходства.
Эвакуация жителей города и оборудования началась задолго до начала блокады: с 29 июня 1941 года началась эвакуация железнодорожным транспортом, а с 4 июля стали поступать распоряжения по эвакуации оборудования различных предприятий речным транспортом. 10 августа совет по эвакуации принял распоряжение о вывозе из города дополнительно, помимо эвакуировавшихся вместе с предприятиями сотрудников и членов их семей, ещё 400 тыс. женщин и детей до 14 лет; 14 августа было предписано эвакуировать дополнительно ещё 700 тыс. человек. По плану ежедневно должно было вывозиться из города 30 тыс. человек. 15 августа Совет по эвакуации при Совете народных комиссаров СССР распорядился вывезти речным транспортом 20 тыс. человек, 27 августа комиссия по эвакуации требовала ежесуточной подачи 20 барж для перевозки людей. 30 августа Государственный Комитет Обороны принял постановление № 604 «О транспортировке грузов для Ленинграда», где говорилось о ежедневных отправках в Ленинград 12 барж от пристани в Лодейном Поле и 7 барж от пристани Волхова. Для перевозок от Лодейного Поля НКВМФ и Народный комиссариат речного флота должны были выделить 75 озёрных барж грузоподъёмностью по 1 тыс. т, 25 буксиров, 8 наливных барж и танкер. Также предписывалось создать возле станции Ладожское озеро место для разгрузки барж, на случай возможного использования в изменившейся ситуации . Но в тот же день германские войска вышли к Неве, перерезав путь прямого водного снабжения города с остальной страной, при этом значительная часть буксиров и барж оказалась запертой на Неве в Ленинграде. Также 30 августа была захвачена и железнодорожная станция Мга — тем самым город был отрезан от последней железной дороги связывающей его со страной. До этого момента из Ленинграда было вывезено речным транспортом 70 тыс. т грузов и 24 тыс. ленинградцев, всеми же видами транспорта было эвакуировано 489 тыс. человек. После потери Невы как коммуникации, грузы из Лодейного Поля и Волхова было решено перевозить к причалам у железнодорожной станции Шлиссельбург, расположенной на правом берегу Невы, напротив одноимённого города, находящегося на противоположном берегу. До захвата 8 сентября германскими войсками города Шлиссельбурга пришло 7 барж, доставивших 1160 т продовольствия и 1276 т боеприпасов, в обратном направлении эвакуировалось население. При оставлении этого города было потеряно, помимо прочего, 16 самоходных плавсредств общей мощностью 1533 кВт. Захват Шлиссельбурга принято считать началом блокады Ленинграда. Тем временем финские войска к середине сентября вышли к Свири на значительном её протяжении, перерезав тем самым Кировскую железную дорогу и Волго-Балтийский путь. Дорога Вологда — Череповец — Волхов осталась единственной железной дорогой, по которой шло снабжение блокированного Ленинграда, откуда брала начало дорога жизни через Ладогу.
Ситуация с продовольствием в городе выглядела следующим образом. На 21 июня 1941 года в Ленинграде имелось муки на 52 дня, крупы — на 89 дней, мяса — на 38 дней, масла животного — на 47 дней, масла растительного — на 29 дней. До начала блокады в город было доставлено из Ярославской, Калининской областей и из Прибалтики свыше 83 тыс. т зерна, муки и крупы. В июле 1941 года среднесуточная выпечка хлеба в городе составляла 2112 т, за месяц было израсходовано 40 тыс. т муки; в августе суточная выпечка хлеба увеличилась до 2305 т. В городе на 27 августа имелось: муки, включая зерно, — на 17 дней, крупы — на 29 дней, рыбы — на 16 дней, мяса — на 25 дней, сельди — на 22 дня, масла животного — на 29 дней. На 6 сентября для снабжения населения Ленинграда имелось: муки — на 14 дней, крупы — на 23 дня, мяса и мясопродуктов — на 19 дней, жиров — на 21 день. На начало сентября имелось 370 тыс. м³ дров, 642 тыс. т угля и несколько тысяч тонн нефтепродуктов. Запасов нефтепродуктов должно было хватить на 20 суток, угля — на 80, дров — на 18 суток.

## Навигация осенью 1941 года
Для снабжения Ленинграда помимо авиации оставалась возможность доставки грузов водным транспортом — через Ладогу на необорудованное юго-западное побережье, удерживаемое окружёнными войсками. От Ленинграда до побережья Ладоги существовала как железная дорога, так и автомобильная, но требовалось для приёма большого числа грузов расширить прибрежные железнодорожные станции, построить причалы и прорыть к ним подходные фарватеры. До войны основная часть грузов шла в обход озера — судоходными каналами вдоль Ладоги, поэтому суда, способные работать в озере, составляли небольшую часть от общего количества. О необходимости начала работ на Ладожском побережье было сказано в постановлении ГКО от 30 августа 1941 года. Для приёма судов были выбраны: ограждённая 400-метровым полуразрушенным каменным молом бухта Осиновец в 1,5 км от железнодорожной станции Ладожское Озеро; находящаяся в 3 км от этой же станции бухта Гольцмана; и обладавшая эстакадой на одно судно бухта Морье, расположенная севернее. На сооружении портов было задействовано четыре земснаряда. Сроки сдачи причалов были назначены следующие: к 12 сентября для приёма одного судна, к 18 сентября для одновременного приёма пяти, к 25 сентября — 12 судов. К концу сентября были построены склады, узкоколейная железная дорога, соединяющая причалы с основной железной дорогой, 2 причала с глубинами на подходах 2,5 м в Осиновце, 2 причала с глубинами 2,5 м и 1,7 м в гавани Гольцмана и защитная дамба в бухте Морье.
В сентябре Северо-Западное речное пароходство имело на Волхове и Ладоге 5 озёрных и 72 речных буксира, 29 озёрных и около 100 речных барж. Для перевозок в Ленинград Северо-Западное речное пароходство выделило 43 деревянные сухогрузные баржи и 6 нефтеналивных, из которых 4 были металлическими. Грузы в Ленинград направлялись следующим маршрутом. После прибытия по железной дороге на станцию Волхов вагоны шли на пристань в Гостинополье, где грузы перегружали на баржи. Речные буксиры доставляли баржи по Волхову через Волховский шлюз до Новой Ладоги, где часть из них догружалась, а оттуда 14-18 часов озерными буксирами или кораблями военной флотилии их буксировали в Осиновец. Путь от Гостинополья до Новой Ладоги составлял более 30 км и ещё 100 км по озеру от Новой Ладоги до Осиновца. На его причалах грузы перегружались на узкоколейку, перевозились несколько сот метров до Ириновской ветки Октябрьской железной дороги, откуда, после перегрузки, следовали непосредственно в Ленинград. Ириновская ветка от озера до первой железнодорожной станции в Ленинграде — Ржевки, имела длину 41 км, до Финляндского вокзала — 55 км. Это расстояние до войны пассажирские поезда преодолевали за 2 часа. Железная дорога на участке от Ладожского озера до Пискарёвки была однопутной. Основными железнодорожными станциями в блокированном Ленинграде, куда прибывали грузы, были Кушелевка, Ржевка, Навалочная, Бадаевская и Ленинград Финляндский товарная. Внутри блокадного кольца на 1 октября оставалось 266 паровозов и 12 700 вагонов, значительная часть которых была загружена оборудованием заводов, которое не успели эвакуировать. На 1 декабря 1941 года имелось 252 исправных паровоза из которых 57 в работе. Руководство всеми водными перевозками из Новой Ладоги в Шлиссельбург и Ленинград с 3 сентября 1941 было возложено на Ладожскую военную флотилию, ранее в её состав было включено Северо-Западное пароходство, а 30 сентября был назначен уполномоченный по перевозкам — генерал-майор А. М. Шилов, руководивший всей трассой, включая порты. Для прикрытия трассы был создан Осиновецкий бригадный район ПВО в составе трёх дивизионов на западном берегу Ладоги (генерал-майор артиллерии С. Е. Прохоров), Свирский бригадный район ПВО в составе пяти дивизионов прикрывал трассу на восточном берегу. Всего в их составе было 76 85-мм, 69 76-мм, 39 37-мм зенитных орудий, 75 зенитных пулемётов и 60 прожекторов.
Первые две речные баржи-«фонтанки» № 1214 и № 6207 с зерном (всего 626 тонн) и мешками с мукой (116 тонн только на второй барже) были приведены 12 сентября буксиром «Орел» на осиновецкий рейд. Завести баржи под разгрузку не удалось из-за сильного волнения и они были оставлены на рейде на буксире «Орла». Усилившийся шторм утопил одну и выбросил вторую баржу на берег, но моряки привлекли к разгрузке водолазов и отрапортовали о спасении большей части груза. Всего за сентябрь было доставлено около 20 тыс. т грузов. При перевозках грузов некоторое количество барж было потеряно в результате действия ладожских штормов. 17 и 18 сентября затонули баржи, перевозившие людей: одна — с 520 военнослужащими, направлявшимися в Ленинград, 300 из них спасли; а другая, баржа № 752 — с эвакуируемыми из Ленинграда курсантами и преподавателями нескольких военных училищ, на ней погибло не менее 800 человек. После этих случаев перевозка людей на баржах прекратилась, перевозить их стали лишь на самоходных судах. Порты и суда также подвергались атакам авиации противника. За весь октябрь 1941 года на порт Осиновец было совершено 22 авианалёта, тогда как на Ленинград за это же время — 18 налётов. 4 ноября при попадании авиабомбы у сторожевого корабля «Конструктор» оторвало носовую часть, в результате погибло около 200 эвакуируемых и членов экипажа. Для перевозки грузов ограниченно использовались и боевые и вспомогательные корабли Ладожской военной флотилии. За всю осеннюю навигацию ими было перевезено 1,9 тыс. т грузов. В связи с ухудшением ситуации на тихвинском направлении, начиная с 23 октября в течение двух недель из Ленинграда через Ладогу на судах и самолётами были переброшены на опасные направления личный состав и снаряжение 44-й и 191-й стрелковых дивизий, а также 6-й бригады морской пехоты. По причине того, что Волхов замерзает значительно раньше Ладоги, в конце октября было принято решение перевезти грузы из Гостинополья, оказавшегося к тому же недалеко от линии фронта, в Новую Ладогу. Из-за начала ледостава с 10 ноября на перевозках перестали использовать баржи, 22 ноября начала действовать автомобильная ледовая дорога, но отдельные суда продолжали доставлять грузы вплоть до 4 декабря.
После того, как были перерезаны все железные и автодороги, ведущие в город, Ленинград лишился и всех проводных линий связи (они шли вдоль дорог), соединяющих его со страной. Для налаживания проводной связи с окружённым городом по дну Шлиссельбургской губы Ладожского озера начиная с сентября 1941 года три раза прокладывались кабели. Но каждый раз связь работала лишь несколько дней, пока 29 октября не был проложен морской бронированный подводный кабель, обеспечивший надёжную связь с городом. Летом 1942 года через Ладогу был проложен ещё один кабель связи.

### Объём грузовых перевозок и эвакуации жителей
В осеннюю навигацию в Ленинград доставили: 27 тыс. т ржи, 15,5 тыс. т муки, 1,3 тыс. т крупы, 183 т пшеницы, 125 т сухарей, 235 т животного масла, 214 т мяса, 88 т рыбы, 203 тыс. банок мясных и рыбных консервов, 987 тыс. банок сгущенного молока, 47 т спирта, 44 т макарон; 3199 т автобензина, 1185 т авиабензина, 2130 т керосина. Всего за первую навигацию в Ленинград водным транспортом было перевезено 60 тыс. т грузов, из них 45 тыс. т продовольствия. В обратном направлении отправлено 10,3 тыс. т грузов, эвакуировано 33 тыс. ленинградцев и перевезено около 20 тыс. военнослужащих. Более 95 % от общего числа грузов было перевезено на несамоходных судах. От действий противника и во время штормов затонуло 5 буксиров и 46 барж. В этот период потребление продовольствия находящимися в кольце войсками и населением города и области согласно постановлению Военного совета Ленинградского фронта с 1 октября 1941 года ограничивалось следующими нормами расхода в сутки: 1000 т муки, 319 т круп и макарон, 219 т сахара, 210 т мяса, 112 т жиров. В городе имелось 20 тыс. т муки. По продуктовой карточке с 1 октября служащим, иждивенцам и детям полагалось по 200 г хлеба на человека в день, рабочим и ИТР по 400 г; с 13 ноября по 150 г и 300 г соответственно.

## Авиационное снабжение
Доставка грузов проводилось также авиатранспортом. С появления первых ледовых явлений на Ладоге и до начала полноценной работы ледовой трассы авиаснабжение города составляло значительную часть от всего грузопотока. Меры организационного характера для установления массовых воздушных перевозок в осаждённый город руководство Ленинградского фронта и руководство города предпринимало с начала сентября. Для налаживания воздушной связи города со страной 13 сентября 1941 года Военный совет Ленинградского фронта принял постановление «Об организации транспортной воздушной связи между Москвой и Ленинградом». 20 сентября 1941 года Государственный Комитет Обороны принял постановление «Об организации транспортной воздушной связи между Москвой и Ленинградом», согласно которому предполагалось доставлять в город ежедневно до 1 октября по 100 т и с 1 октября по 150 т грузов и эвакуировать 1000 человек. Согласно постановлению, с 22 сентября на воздушной линии должно было работать 50 самолётов, с 1 октября — 64 самолёта ПС-84. Фактически в октябре работало на перевозках около 20 самолётов, доставлявших в среднем 40-45 т грузов в сутки. Для перевозок использовалась базировавшаяся в Ленинграде Особая северная авиагруппа гражданского флота и включённый в её состав Особый Балтийский авиационный отряд. Также выделялись три эскадрильи Московской авиагруппы особого назначения (МАГОН) на самолётах ПС-84, которые совершили первый рейс в Ленинград 16 сентября. Позже было увеличено число подразделений, участвующих в авиаснабжении, также для перевозок использовались тяжёлые бомбардировщики. В качестве основной тыловой базы, куда по железной дороге завозились грузы и откуда они распределялись по ближайшим аэродромам для отправки в Ленинград, был выбран населённый пункт Хвойная на востоке Ленинградской области. Самолёты летали в Ленинград также из Подбровья, Череповца и других аэродромов. С середины ноября по конец месяца самолёты доставляли грузы и с аэродрома в Новой Ладоге, расположенном вдвое ближе Хвойной. Для приёма самолётов в Ленинграде были выбраны Комендантский аэродром (работал до ноября 1941 года) и строящийся аэродром Смольное. Вначале основная часть грузов состояла из изделий промышленной и военной продукции, а с ноября основой перевозок в Ленинград стали пищевые продукты. 9 ноября вышло постановление ГКО о выделении авиации для доставки грузов в Ленинград. В нём предписывалось выделить к 26 работающим на линии самолётам ПС-84 ещё 24 самолёта этой модели и на срок в 5 дней 10 ТБ-3. На пятидневный срок была обозначена норма доставки грузов в 200 т в сутки включая: 135 т концентратов пшённой каши и горохового супа, 20 т мясных копчёностей, 20 т жиров и 10 т сухого молока и яичного порошка. 21 ноября в город была доставлена максимальная за сутки масса грузов — 214 т. С сентября по декабрь в Ленинград авиатранспортом было доставлено более 5 тыс. т продовольствия и вывезено 50 тыс. человек, из них более 13 тыс. — военнослужащие подразделений, перебрасываемых под Тихвин.
Германские истребители активно противодействовали советским авиатранспортным перевозкам. Поэтому для сопровождения и прикрытия транспортной авиации в сентябре был выделен 127-й истребительный авиационный полк под командованием майора В. В. Пузейкина. Полк был передислоцирован с Западного фронта под Тихвин в конце сентября. На 17 октября в полку осталось 17 самолетов И-16 и И-153. Начиная с октября и ноября 1941 года для сопровождения транспортных самолетов и прикрытия Дороги жизни привлекались также 154-й и 286-й истребительные авиаполки.

## Дорога зимой 1941—1942 годов
В октябре начались работы по подготовке к строительству ледовой трассы через Ладожское озеро. В основном работы заключались в обобщении разрозненных данных о ледовом режиме озера, трассировки дороги исходя из этих данных и расчёте затрат на её сооружение. Работы по исследованию льда проводились специалистами ЛФТИ под руководством П. П. Кобеко, в том числе к расчетам были привлечены конструктор Н. М. Рейнов и гляциолог Б. П. Вейнберг. 13 ноября начальником тыла Ленинградского фронта Ф. Н. Лагуновым был подписан приказ «Об организации постройки ледяной дороги по водной трассе мыс Осиновец — маяк Кареджи». Военно-автомобильную дорогу предполагалось устроить шириной 10 метров для двустороннего движения автотранспорта, через каждые 5 км должны были сооружаться питательно-обогревательные пункты. С 15 по 19 ноября 12 групп вели обследование установившегося льда. Результаты показали, что трасса на Кареджи имеет свободные ото льда участки, но возможно устройство дороги через острова Зеленцы. 19 ноября командующим Ленинградским фронтом был подписан приказ об организации автотракторной дороги через Ладожское озеро. Автотракторная дорога с суточным грузооборотом в 4000 т должна была пройти по маршруту мыс Осиновец — о-ва Зеленцы с разветвлением на Кобону и на Лаврово. Через каждые 7 км предполагались питательно-обогревательные пункты. Для эксплуатации и охраны дороги и перевалочных баз создавалось Управление дороги во главе с инженером первого ранга В. Г. Монаховым, которое подчинялось начальнику тыла фронта. Для обслуживания дороги, включая перегрузочные пункты, Управлению ледовой дороги были приданы воинские части, насчитывающие в общей сложности 9 тыс. человек. Перевозки через Ладогу осуществляла 17-я отдельная автотранспортная бригада, не входившая в подчинение управлению ледовой трассы. За счёт тыла 54-й армии к 22 ноября приказывалось организовать пути подвоза по трассе Новая Ладога — Черноушево — Лёмасарь — Кобона с открытием перевалочных баз на железнодорожных станциях Войбокало и Жихарево, а также обеспечить подвоз грузов к перевалочным базам в Кобоне и Лаврово. За доставку грузов до восточного берега озера отвечал уполномоченный Ленинградского фронта А. М. Шилов.
Для прохождения грузовика с тонной груза через озеро по льду, его толщина по всей трассе должна быть не меньше 20 см. Лёд такой толщины в Шлиссельбургской губе Ладожского озера образуется за 11 дней при средней температуре воздуха −5 °C, или за шестеро суток при температуре −10 °C. 17 ноября толщина льда была 10 см, 20-го уже 18 см. Утром 20 ноября на восточный берег Ладоги с Вагановского спуска у деревни Коккорево был отправлен батальон конно-транспортного полка, недавно сформированного Ленинградским фронтом. Батальон представлял собой конно-санный обоз из 350 упряжек. Вечером того же дня обоз добрался до Кобоны, преодолев около 30 км, загрузился мукой и отправился ночью в обратный путь, прибыв в Осиновец 21 ноября с грузом 63 т муки. В тот же день были предприняты несколько удачных попыток пересечения озера на порожних машинах ГАЗ-АА. 22 ноября на восточный берег была отправлена автоколонна под управлением командира 389-го отдельного автотранспортного батальона капитана В. А. Порчунова, состоящая из 60 автомашин с прицепленными санями. Загрузив на восточном берегу 70 т продовольствия, автоколонна отправилась назад и прибыла в Осиновец вечером того же дня. 26 ноября ледовая дорога получила наименование военно-автомобильная дорога № 101. 7 декабря начальником дороги вместо Монахова был назначен капитан 2-го ранга М. А. Нефёдов. В ноябре по трассе доставлялось в среднем немного более 100 т грузов в сутки, в начале декабря, по мере усиления льда, около 300 т и к концу месяца уже около 1000 т.
До прокладки автомобильной трассы, а также для разведки, обслуживания, перевозки нескольких человек или сравнительно небольших грузов (2 бочки бензина, несколько мешков муки) использовали буера.
При наведении ледовой дороги выяснилось, что для такого «ледяного моста» губительным является явление резонанса. Бывали случаи, когда тяжёлый грузовик, идущий по льду, нормально преодолевал маршрут, но идущая по тому же пути лёгкая машина с людьми при определённой скорости могла провалиться под лёд. Это проявление резонанса было названо изгибно-гравитационной волной, и для автомобилей была предписана определённая скорость, чтобы избежать происшествий. При перегоне танков с них снимали башню, которую танк буксировал на санях.
В начале ноября 1941 года германскими войсками был захвачен город Тихвин и тем самым была перерезана последняя железная дорога, ведущая к базам снабжения на восточном берегу Ладоги — в Войбокало и других станциях. В декабре Красная армия отвоевала железную дорогу и, к концу месяца, после её восстановления, возобновилось движение на Волхов. До того времени базами снабжения Ленинграда стали станции Заборье и Подборовье, отдалённые от восточного берега Шлиссельбургской губы на 200 км по прямой. Для их связи с Кобоной необходимо было построить дорогу, и 24 ноября вышло постановление военного совета Ленинградского фронта о постройке к 30 ноября зимней фронтовой автомобильной дороги по маршруту станция Заборье — Серебрянская — Великий Двор — Лахта — Никульское — Шаньгово — Ерёмина Гора — Новинка — Ямское — Карпино — Новая Ладога — Кобона с грузооборотом 2000 т в оба конца. Дорога длиной 308 км стала именоваться Военно-автомобильной дорогой № 102, её начальником был назначен А. М. Шилов. 7 декабря ВАД № 101 также была подчинена Шилову, а 22 февраля 1942 года её переименовали в ледовый участок военно-автомобильной дороги № 102. После контрнаступления советских войск под Тихвином и освобождения железной дороги Волхов — Череповец 20 декабря вышло постановление Ленинградского фронта, предписывающее перенести перевалочную базу в Тихвин. Соответственно и маршрут дороги изменился на Тихвин — Красная Нива — Новая Ладога — Кобона. С конца декабря для перевозок стала использоваться железная дорога на участке Колчаново — Жихарево. Прямые железнодорожные перевозки из Тихвина до Жихарева были невозможны из-за разрушенных железнодорожных мостов на освобождённой территории. В Ленинград грузы из Тихвина следовали сначала автотранспортом до станции Колчаново, затем до станций Войбокало или Жихарево — железнодорожным транспортом, оттуда через Лаврово и далее по ледовой дороге автомашинами и гужевым транспортом до Осиновца, а из Осиновца по железной дороге в Ленинград.
Трасса через Ладогу до 15 декабря проходила по направлению Коккорево — банка Астречье — острова Зеленцы — Кобона. Длина ледовой дороги составляла около 30 км. Из-за слабости льда в начальной период эксплуатации дороги её маршрут приходилось часто менять. Так, за первый месяц использования ледовой дороги её трасса менялась четыре раза. На ледовой дороге было установлено двухстороннее раздельное движение, полосы при этом находились на расстоянии 100—150 м друг от друга. Для предотвращения проваливания под лёд сразу нескольких автомобилей, дистанция между машинами в колонне была не менее 100 м. Дорогу обслуживало 350 регулировщиков на 45-ти, а с 19 декабря на 75-ти регулировочных постах. Вдоль ледовой дороги была проложена воздушная линия связи на вмороженных в лёд столбах. На 25 декабря в составе 17-й отдельной автотранспортной бригаде (17 оатбр) всего числилось 2877 автомашин — 668 ЗИС-5 и 2209 ГАЗ-АА, из которых только 1198 находилось в эксплуатации. Из этого числа 87 бензовозов ЗИС-5 были заняты лишь на перевозках топлива, 511 автомобилей общей грузоподъёмностью 900 т работали на маршруте Тихвин — Колчаново, и 600 машин общей грузоподъёмностью 900 т действовало на ледовом участке Войбокало — Коккорево. Постановлением Ленинградского фронта на ледовую дорогу предполагалось выпускать с 5 января 1942 года 1500 автомашин (в условном полуторатонном исчислении), с 15 января — 1700 и с 1 февраля — 2000. Автомобили высвобождались с трассы Тихвин — Колчаново. Она потеряла своё значение после открытия 1 января сквозного железнодорожного движения до Жихарева.
Для разгрузки Вологодского железнодорожного узла, через который шла доставка грузов в блокированный Ленинград, а также войскам находящимся на этом направлении, были построены соединительные железнодорожные ветки. Они позволили подключить к перевозкам московский железнодорожный узел через савёловское направление. В феврале 1942 открылась ветка от Кабожи до Чагоды, а летом того же года от Любытино до Неболочей. 11 января 1942 года Государственный Комитет Обороны обязал Наркомат путей сообщения за месяц построить железную дорогу длиной 40 км от станции Войбокало до окончания Кареджской песчаной косы, тянущейся несколько километров по Ладожскому озеру. 5 февраля открылось движение до Лаврово, 20 февраля до Кобоны, а 5 марта железная дорога была готова на всём протяжении. На построенной ветке были сооружены три новые станции — Лаврово, Кобона и Коса. От станции Коса была проложена новая ледовая дорога до Осиновца, ставшая недосягаемой для артиллерийских обстрелов противника. Для разгрузки напряжённо работающей Ириновской железнодорожной ветки, которая шла от западного берега озера в Ленинград, некоторая часть грузов стала доставляться в блокированный город прямо на автомашинах. В связи с этим 1 марта в состав ВАД № 102 вошли две дороги, соединявшие Ленинград с Ладожским озером и находившиеся ранее в ведении автодорожного отдела фронта. По одной — через Борисову Гриву, Лепсари, Приютино, Ржевку автотранспорт двигался в Ленинград, по другой — через Ржевку, Романовку, Пробу, Ириновку из города. Также были произведены работы и на Ириновской железнодорожной ветке. В 2 км южнее станции Ладожское озеро появилась станция Каботажная, тремя километрами севернее станции Ладожское Озеро, возле бухты Гольцмана, построили станцию Костыль на 17 путей; ещё через два километра, около бухты Морье, станцию Болт; на Осиновецком мысу — станцию Осиновец. На станции Ладожское Озеро число путей увеличено с четырёх до 21-го, построены устройства для экипировки, два разворотных треугольника, водонапорная башня и две колонки для заправки паровозов водой. Сделаны новые разъезды Ваганово и Корнево. Пропускная способность ветки увеличена до 8 пар поездов в сутки. Помимо перевозок грузов из тыла страны в блокированный Ленинград и эвакуации жителей, по Ириновской ветке доставляли в Ленинград необходимые для работы электростанций и отопления торф и дрова, которые добывались вблизи этой железной дороги.
С 10 декабря 1941 года, в соответствии с постановлением Военного совета Ленинградского фронта, предполагалось начать эвакуацию жителей по зимней дороге, доведя к 20 декабря число вывозимого населения до 5 тысяч человек в сутки. 12 декабря Военный совет предписал отложить эвакуацию. Тем не менее, с декабря 1941 года по 22 января 1942 года походным порядком через Ладожское озеро и неорганизованным автотранспортом было эвакуировано 36 тысяч человек. 22 января 1942 года ГКО принял постановление о эвакуации 500 тыс. жителей Ленинграда. По маршруту вывоза людей были организованы эвакопункты: на Финляндском вокзале Ленинграда, в Ваганово, Жихареве и Волхове. В начале февраля эвакопункт, находившийся в Ваганово, был переведён на соседнюю станцию в Борисову Гриву; на 1 марта 1942 года его обслуживало 120 человек. Также в феврале были открыты эвакопункты в Лаврове и Кобоне, через которые проходила построенная тогда же железнодорожная ветка до Кареджской косы. Эвакуируемые получали в Ленинграде по карточкам хлеб на день вперёд, на Финляндском вокзале их кормили горячим обедом, в который входило 75 г мяса, 40 г жиров, 20 г сухих овощей, 70 г крупы, 20 г подболточной муки и 150 г хлеба. Кроме того, каждый получал по 1 кг хлеба в дорогу, в расчёте на два дня пути. Затем людей везли на поезде до станции Борисова Грива. Часть эвакуируемых перевозилась автотранспортом (более 60 тысяч человек), а 12 тыс. человек дошли от Ленинграда до Борисовой Гривы пешком. На этом эвакопункте людей пересаживали с поезда на автотранспорт и, в случае, если поезд пробыл в пути из Ленинграда до станции более полутора суток, кормили горячим обедом. Из Борисовой Гривы эвакуируемые перевозились на грузовиках и автобусах в один из эвакопунктов на другом берегу Ладожского озера: в Жихарево, Кобону или Лаврово. Там их пересаживали в поезда и дальше они следовали по железной дороге. Также на этих эвакопунктах вывозимым ленинградцам полагался горячий обед и продукты в дорогу: килограмм хлеба, 200 г мясопродуктов и 250 г печенья, а детям до 16 лет ещё и плитка шоколада. На пути эвакуируемых в тыл пункты питания располагались в Волхове, Тихвине, Бабаево, Череповце и Вологде.
В середине января 1942 года была расформирована 17 оатбр и её батальоны подчинены командованию военно-автомобильной дороги. На 20 января в состав формирования входили: управление, четыре дорожно-эксплуатационных полка общей численностью 5335 человек, два строительных батальона — 1042 человека; девять отдельных автотранспортных батальонов, автобатальоны 8-й, 23-й, 42-й, 55-й армий, автоколонна НКВД и отдельная рота автоцистерн — всего 8032 человека и более 3400 грузовых и специальных автомашин; два отдельных ремонтно-восстановительных батальона — 452 человека; три отдельные эвакотракторные роты — 285 человек; отдельный гужевотранспортный батальон — 1455 человек и 952 лошади; два отдельных рабочих батальона (Сясьский и Ново-Ладожский) — 1905 человек; перевалочные базы и военно-санитарные учреждения — около 200 человек. Всего около 19 тыс. человек и 4053 различные автомашины. 20 февраля в составе ВАД числилось 15 168 человек, 4283 автомашины (в том числе 3632 машины автотранспортных батальонов), 136 тракторов и 537 лошадей. На 26 марта 1942 года на дороге работало 16 168 человек, 2278 грузовых автомобилей (1129 ГАЗ-АА и 1149 ЗИС-5, при этом на ходу было только 1103 машины), 163 автоцистерны, 167 тракторов и 428 лошадей. 20 апреля — 12 656 человек, 2957 грузовых и 348 специальных автомашин, 84 трактора, 241 лошадь. Управление дорогой до середины января располагалось в Новой Ладоге, затем в Жихарево, а с 7 марта в Кобоне. 15 апреля 1942 года на ледовой дороге прекратили движение автобусов, 19 — автоцистерн. С 21 апреля приказом Ленинградского фронта движение по ледовой дороге было закрыто, но отдельные перевозки происходили до 25 апреля.

### Охрана дороги
Автотрасса, снабжавшая блокированный Ленинград, находилась не так далеко от линии фронта, и поэтому охранялась воинскими подразделениями охраны. На 8 декабря 1941 года автодорогу Ваганово — Заборье защищал отдельный полк охраны, позже переименованный в 284-й стрелковый полк, в составе трёх батальонов на трёх участках трассы: один — от Ваганова до Кобоны, второй — от Кобоны до Новой Ладоги, третий — от Новой Ладоги до Заборья. С января под охраной остался лишь ледовый участок трассы. На льду было сооружено две оборонительных полосы, состоящих, в частности, из снегово-ледовых фортификационных укреплений. Дзоты выполнялись из деревянных срубов, обложенных мешками с песком, на которые сверху намораживался лёд. Для защиты трассы от авианалётов, вдоль ледовой дороги, через каждые 3 км устанавливались орудия малокалиберной зенитной артиллерии, а через 1—1,5 км попарно ставились зенитные пулемёты. С воздуха маршрут перевозки грузов прикрывался истребителями. В декабре 1941 года эту задачу выполняли три истребительных авиационных полка, в январе 1942 года — четыре авиаполка, оперативно подчинявшихся командующему Ладожским районом ПВО: 123-й истребительный авиаполк 7-го корпуса ПВО прикрывал объекты на западном побережье Ладоги и трассу до островов Зеленцы; от Зеленцов до восточного берега озера и объекты на побережье прикрывали 5-й и 13-й истребительные авиаполки Балтийского флота; станции Жихарево и Войбокало, а также пути юго-восточнее озера прикрывал 159-й истребительный авиаполк Ленинградского фронта. С 20 ноября 1941 года по 1 апреля 1942 года эти части, обороняя дорогу, произвели 6485 самолёто-вылетов на патрулирование и перехват и приняли участие в 143 воздушных боях.

### Объём грузовых перевозок и эвакуации жителей
За время действия ледовой дороги с ноября 1941 года по апрель 1942 года из блокированного города было эвакуировано более 550 тыс. человек и доставлено в Ленинград 361 тыс. т грузов, из них 262 тыс. т составило продовольствие. В частности: 142 тыс. т муки и зерна, 36 тыс. т круп и концентратов, 35 тыс. т мясопродуктов, 14 тыс. т жиров, 5 тыс. т овощей, 1,5 тыс. т сухофруктов, 833 т клюквы, 752 т варенья и повидла, 126 т орехов, 102 т витаминного сока, 86 т витамина C. Также 8 тыс. т фуража, 1120 т мыла, 245 т сухого спирта, 187 т свечей, 35 тыс. т горюче-смазочных материалов (10,7 тыс. т автобензина, 7,7 тыс. т авиабензина, 5 тыс. т мазута, 5,2 тыс. т керосина и др.), 23 тыс. т угля и 32 тыс. т боеприпасов. Для сравнения, до войны Ленинград зимой потреблял за месяц 60 тыс. т мазута, 300 тыс. т каменного угля и 13 тыс. т керосина. По мере наращивания объёмов перевозимых по зимней дороге грузов улучшалось продовольственное положение в городе. С 20 ноября по 25 декабря действовали минимальные нормы по продуктовым карточкам ленинградцев: 125 г хлеба в сутки для служащих иждивенцев и детей, 200 г для рабочих и ИТР, с 25 декабря нормы повысились до 200 г и 350 г соответственно. Затем нормы выдачи поднимались 24 января и 11 февраля 1942 года достигнув 300 г хлеба для детей и иждивенцев, 400 г для служащих и 500 г для рабочих. С 20 ноября 1941 года суточный лимит расхода муки и примесей внутри блокадного кольца установлен в размере 510 т, с 25 декабря повышен до 560 т. До начала действия ледовой дороги, на 1 ноября 1941 года в Ленинграде оставалось муки и зерна — 7983 т, крупы и макарон — 1977 т, мяса и мясопродуктов — 1067 т, сои — 370 т, солода — 284 т, отрубей — 1384 т, жмыха — 147 т, рыбы — 136 т, масла животного — 356 т. На 1 января 1942 года продовольственные запасы города составляли: муки — 980 т, крупы и макарон — 334 т, сои — 82 т, мяса и мясопродуктов — 624 т, рыбы — 24 т, масла животного — 16 т, масла растительного — 187 т, прочих жиров — 102 т, сахара — 337 т. На 1 апреля 1942 года запасы составляли: муки — 8057 т, круп и макарон — 1687 т, сои — 442 т, мяса и мясопродуктов — 2050 т, рыбы — 302 т, масла растительного — 846 т, масла животного — 1794 т, сахара — 3117 т.
|                            | ноябрь, декабрь 1941 | январь 1942 | февраль | март | апрель |
| доставлено грузов (тыс. т) | 16,5                 | 53          | 86      | 118  | 87     |
| эвакуировано (тыс. чел.)   | не меньше 24         | 11          | 117     | 222  | 163    |

|                               | С 10 по 31 октября | Ноябрь | Декабрь | Январь 1942 | Февраль | Март | Апрель | Май |
| Вагонов (шт.)                 | 848                | 943    | 1096    | 1973        | 4063    | 6289 | 7389   | 892 |
| Вагонов за сутки (шт.)        | 40                 | 32     | 35      | 63          | 145     | 203  | 246    | 29  |
| Вагонов с продовольствием (%) | 52                 | 48     | 87      | 84          | 82      | 66   | 69     | 58  |

## Навигация 1942 года
В апреле военный совет Ленинградского фронта установил необходимый грузооборот на водной трассе после открытия навигации — 4200 т в сутки по направлению в Ленинград и 1000 т грузов и 3000 эвакуируемых человек в обратном направлении. В июле требования по перевозкам из Ленинграда в тыл были повышены до 3000 т грузов и 10 тыс. человек в сутки. По расчётам, в навигацию 1942 года на Ладоге после мероприятий по восстановлению повреждённых судов могло работать до 15 барж общей грузоподъёмностью 12-13 тыс. т. Военный совет фронта же определил потребность в 60 барж грузоподъёмностью 42 тыс. т. Для удовлетворения этих потребностей было начато строительство барж на месте. Деревянные баржи строились в Сясьстрое, где на территории целлюлозно-бумажного комбината была устроена верфь. 15 апреля были заложены первые 10 барж, а через месяц спущены на воду 3 судна. За 1942 год верфь изготовила 31 баржу грузоподъёмностью по 350 т каждая. В Ленинграде строились металлические баржи. Секции для них строились на ленинградских заводах. Затем их по железной дороге перевозили в бухту Гольсмана на Ладоге, где происходила окончательная сборка судна. Всего в 1942 году было построено 14 металлических барж грузоподъёмностью по 600 т, из них четыре в июне и шесть в июле. Также ленинградскими заводами было построено 118 металлических тендеров грузоподъёмностью 15-25 т. Для защиты от нападений вражеской авиации на всех озёрных буксирах были установлены 45-мм зенитные орудия, а на озёрных баржах по два 12,7-мм пулемёта ДШК. В навигацию 1942 года было решено открыть ещё одну более короткую водную трассу Кобона — Осиновец длиной 29 км (длина трассы от Новой Ладоги — 115 км). Для этого 8 марта было начато строительство порта на косе Кареджи близ Кобоны. К началу навигации порт имел 5 пирсов, к августу — 11 пирсов общей длиной 2144 м, а к завершению навигации — 13 пирсов общей длиной 5500 м. Были расширены порты в Осиновце, Новой Ладоге и Гостинополье, устанавливались средства механизации. Портовые мощности на западном берегу к августу насчитывали 14 пирсов общей длиной более 2200 м. В начале навигации там могли принять одновременно 8 барж, к августу уже 20. Число кранов в портах было доведено до 21, грузоподъёмностью от 3 до 75 т. К концу навигации ладожские порты были способны принять 80 судов против 22 в её начале. На 28 апреля для буксировки барж по обеим озерным трассам выделялось 4 озерных буксира пароходства, буксир Балттехфлота, 9 тральщиков и 1 канонерская лодка. Также за большой трассой закреплялись 5 канонерских лодок и 2 тральщика, за малой — 3 тральщика, 5 других судов военной флотилии и 14 речных буксиров Северо-Западного пароходства; 10 буксиров пароходства были выделены на Волхов и приладожские каналы и 37 — для выполнения рейдовых работ в портах, обслуживания Волховского шлюза, доков и т. п. Перевозка грузов через Ладожское озеро осуществлялись на 33 несамоходных судах. Всего на начало навигации в Северо-Западном речном пароходстве числилось 11 озёрных и 58 речных барж общей грузоподъёмностью 29,5 тыс. т.
24 апреля с 16 часов приказом командования военно-автомобильной дороги движение транспорта и пешеходов по льду было прекращено[страница не указана 829 дней], но перевозки водным транспортом из-за сложной ледовой обстановки начались лишь через месяц. 21 мая в ледовых условиях начались перевозки по малой трассе — через Шлиссельбургскую губу, на большой — из Новой Ладоги движение открылось 28 мая. За перевозку грузов отвечало Управление перевозок во главе с А. М. Шиловым, численность личного состава управления была около 12 тыс. человек. Для эвакуации в тыл неиспользуемого в Ленинграде железнодорожного подвижного состава и доставки грузов в город прямо в вагонах без перегрузки, была устроена паромная переправа, начавшая работу 31 июля 1942 года. Чтобы организовать перевозки подвижного состава были построены пирсы со стандартной железнодорожной колеёй и переоборудованы под железнодорожные паромы несколько металлических барж. На каждой из них помещалось 4 паровоза с тендерами или 10 двухосных вагонов. Для вывоза из Ленинграда железнодорожных цистерн в бухте Гольсмана и Кобоне были построены слипы, по которым цистерны скатывали в воду и они, пустые, за счёт собственной плавучести буксировались в составе из 9-10 штук через Ладогу. 2 октября стал действовать канал, соединивший Ладогу и Новоладожский канал. Судоходный канал длиной 1,5 км, шириной по дну 20 м и глубиной 3 м позволил проводить в Ленинград лес в плотах по малой трассе, на большой трассе проводка не удавалась — плоты на Ладоге разрушались. До конца навигации было отправлено 41,5 тыс. т леса. Также благодаря каналу для небольших судов стал возможен более безопасный в мореходном отношении маршрут из Волхова по Ладожскому каналу на малую трассу. Продолжалась и эвакуация населения. Она производилась на самоходных судах по малой трассе. Массовая эвакуация по решению военного совета фронта закончилась в середине августа, а окончательный вывоз населения согласно постановлению Ленгорсовета прекратился 1 ноября. В связи с началом льдообразования на Ладоге 8 ноября на перевозках перестали использоваться тендеры. Навигация закончилась 25 ноября, хотя суда ладожской флотилии ещё совершали отдельные рейсы до 8 января 1943 года.

### Подводный трубопровод и линия электропередачи
Весной 1942 года было принято решение о строительстве подводного трубопровода через Ладогу для поставок топлива в осаждённый город. Первоначально были планы построить трубопровод непосредственно до Ленинграда, но впоследствии от этого варианта отказались. Строительство велось с начала мая по середину июня 1942 года. Трубопровод производительностью 300 т в сутки имел диаметром 100 мм, толщину стенок 7 мм. Он имел длину 30 км, из них 21 км по дну Ладожского озера, и проходил от мыса Кареджи на восточном берегу Шлиссельбургской губы до станции «Борисова Грива» на противоположном берегу. С 15 июня по 5 сентября 1942 года по трубопроводу перекачали 8258 т автобензина Б-70, 3539 т керосина и 1680 т лигроина.
До войны электричество в Ленинграде вырабатывалось как внутри города, так и поступало из области. В сентябре 1941 года часть электростанций, обеспечивавших город электроэнергией, оказалась на захваченной германскими и финскими войсками территории. Также были перерезаны все линии электропередачи, связывающие Ленинград со станциями на большой земле. В результате ленинградская энергосистема лишилась 60 % своей мощности, к тому же оставшиеся внутри блокадного кольца электростанции требовали для работы завоза топлива извне. Зимой с 1941 на 1942 год в городе была тяжёлая ситуация с выработкой электростанциями тепло и электроэнергии. Так, 25 января в энергосистеме работала лишь одна турбина с нагрузкой 3 МВт. Весной, с увеличением перевозок топлива по ледовой дороге жизни и переводу части станций на местное топливо, ситуация стала постепенно улучшаться. К тому же, весной 1942 года на Волховскую ГЭС, входившую в энергосистему города и расположенную вне блокадного кольца, было частично возвращено и установлено ранее эвакуированное оборудование и станция вновь стала вырабатывать электричество. Для поставки электроэнергии с Волховской ГЭС в Ленинград, с августа по ноябрь 1942 года, была построена ЛЭП через Ладогу. Наземный участок линии электропередачи имел напряжение 60 кВ и состоял из 140 км восстановленных, ранее существовавших линий, и 80 км вновь построенных. Через Ладогу проходил подводный участок ЛЭП длиной 20 км — «кабель жизни», уложенный по дну озера и состоявший из пяти параллельных кабелей напряжением по 10 кВ на каждом. 23 сентября 1942 года электроэнергия начала поступать с Волховской ГЭС в Ленинград. В январе 1943 года, для уменьшения потерь при передаче электроэнергии по подводным кабелям, через Ладогу была построена воздушная ЛЭП на 60 кВ на столбах, вмороженных в лёд. Подводный участок был выведен в резерв, а 21 марта, после демонтажа ледовой ЛЭП, вновь стал использоваться. 8 апреля, через отвоёванный при прорыве блокады участок вдоль южного побережья Ладоги была проложена ЛЭП от Волховской ГЭС на 60 кВ; в июне её перевели на напряжение 110 кВ; подводные кабели были отключены и выведены в резерв. В 1942 году энергосистема Ленинграда (включая Волховскую ГЭС) выработала 225 млн кВт*ч; в 1943—406 млн кВт*ч, в 1944—699 млн кВт*ч.

### Охрана трассы
В августе для обороны западного побережья Шлиссельбургской губы был создан 17-й укреплённый район с фронтом обороны около 40 км. Охрану грузов на перевалочных базах и складах осуществляла 23-я дивизия войск НКВД. 4 июня 1942 года Ладожский и Свирский бригадные районы ПВО были объединены в Ладожский дивизионный район ПВО. Воздушную оборону портовых мощностей западного берега обеспечивали три отдельных зенитно-артиллерийских дивизиона и три железнодорожных зенитных батареи, имевших 48 зенитных орудий среднего калибра, 3 — малого калибра, 15 пулемётов, 6 станций «Прожзвук» и 15 прожекторных станций. Восточный берег охраняла Кобонская зенитная артиллерийская группа из трёх ОЗАД и пулемётной роты. В их составе было 30 орудий среднего калибра, 6 малого калибра, 19 пулеметов, 7 станций звукоулавливателей «Прожзвук» и 12 прожекторных станций. Всего на трассе от Тихвина до Осиновца было 150 зенитных орудий среднего калибра, 40 орудий малого калибра, 70 пулеметов, 25 станций «Прожзвук» и 65 прожекторных станций. Для прикрытия с воздуха привлекались семь истребительных авиаполков. Всего за навигацию 1942 года авиация противника, порой группами до 80-130 самолётов, совершила 120 дневных и 15 ночных налетов на порты, базы и корабли. Это привело к гибели 200 человек, было потоплено или сильно повреждено 12 самоходных и 9 несамоходных судов.
Кроме артиллерийских и авиационных бомбардировок осенью силами финно-итало-германской флотилии была предпринята атака на водную коммуникацию. Летом на Ладожское озеро в дополнение к финским силам были переброшены итальянские и германские корабли. К августу на Ладоге находилось: 4 итальянских торпедных катера (MAS 526, 527, 528, 529), 6 германских катеров «КМ», 7 тяжелых десантных барж, 6 легких десантных барж, 8 специальных десантных барж, 8-9 десантных катеров, финский торпедный катер и канонерская лодка. Десантные суда были сведены в «флотилию паромов», под руководством их конструктора полковника Зибеля. Все морские силы в целом были подчинены командиру ладожской береговой бригады полковнику финских войск Ярвинену. Он в свою очередь подчинялся командующему 1-м немецким воздушным флотом. Во второй половине августа флотилии было приказано провести операцию против советских кораблей в бухте Морье. Однако, после более тщательного изучения ситуации, 21 августа операция была отменена. Крупная операция была предпринята 22 октября 1942 года против находящегося возле большой трассы острова Сухо, на который с целью уничтожения советского маяка и береговой батареи был высажен десант численностью свыше 100 человек. В операции приняло участие 23 судна паромной флотилии, имевших на вооружении: двадцать одну 88-мм пушку, девять 37-мм пушек и 135 орудий калибра 20 мм. Их поддерживали торпедные катера и 15 самолётов. Против них на острове Сухо находился гарнизон из 90 человек, имевший три 100-мм артиллерийских орудия и 3 пулемёта. Благодаря поддержке Ладожской флотилии атаку на остров удалось отбить.

### Показатели грузоперевозок и эвакуации
В навигацию 1942 года из Ленинграда водным транспортом было эвакуировано 449 тыс. человек, также на восточный берег озера перевезено 90 тыс. военных и гражданских лиц, не относящихся к эвакуированным. В Ленинград доставлено 20 тыс. гражданских лиц и пополнение 290 тыс. военнослужащих. Доставлено 745 тыс. т грузов, из них 350 тыс. т продовольствия: 184 тыс. т муки и зерна, 45,5 тыс. т крупы, 3 тыс. т концентратов, 12 тыс. т жиров, 5,5 тыс. т мяса, 10 тыс. т мясных, рыбных и овощных консервов, 14 тыс. т соли, 600 т шоколада, 1300 т кондитерских изделий, 1150 т сгущенного молока, 1200 т яиц, 34 тыс. т овощей, 250 т сухофруктов, и другие продукты. Кроме того, было доставлено 12 тыс. голов крупного и мелкого скота и 4,5 тыс. лошадей. 34 тыс. т леса в плотах, 151 тыс. т нефтепродуктов (10 тыс. т авиабензина, 28 тыс. т автобензина, 13 тыс. т керосина, 63 тыс. т мазута, 27 тыс. т соляра и др), из них 34 тыс. по подводному трубопроводу, 100 тыс. т угля, 89 тыс. т боеприпасов, 8 тыс. т вооружения, в том числе 202 танка и 641 артиллерийское орудие. На паромах было вывезено 137 паровозов, 134 тендера и 1622 вагона, при этом в Ленинград доставлено 809 груженых вагонов. Всего из города вывезено 305 тыс. т грузов, из них 162 тыс. т различного оборудования. 85 % грузов было перевезено на несамоходных плавсредствах. Две трети грузов было доставлено по малой трассе. От бомбардировок и от штормов затонуло или получило значительные повреждения 15 самоходных судов и 40 барж пароходства. Грузооборот Осиновецкого порта составил в 1942 году 1 млн т сухогрузов. Для сравнения, грузооборот ленинградского морского порта в 1940 году составил 3,2 млн т. Грузоперевозки не только обеспечивали потребности блокированного города, но и позволили создать запас продуктов. Так на 1 июля 1942 года в Ленинграде имелось: 28 тыс. т муки, 4,6 тыс. т крупы и макарон, 0,4 тыс. т зерна, 2,3 тыс. т мяса и мясопродуктов, 1,3 тыс. т рыбы, 3,0 тыс. т животного масла, 0,6 тыс. т сахара. На 1 ноября: 49 тыс. т муки, 17 тыс. т зерна, около 14 тыс. т крупы и макарон, 1,6 тыс. т мяса и мясных изделий, 3,5 тыс. т рыбы, 2 тыс. т животного масла, 1,7 тыс. т сахара и 2,5 тыс. т кондитерских изделий.
|                            | май | июнь | июль | август | сентябрь | октябрь | ноябрь | декабрь |
| доставлено грузов (тыс. т) | 10  | 105  | 121  | 143    | 126      | 158     | 59,4   | 7       |
| эвакуировано (тыс. чел.)   | 4   | 99   | 229  | 100    |          |         |        |         |

## Дорога зимой 1942—1943 годов
Подготовка к сооружению ледовой трассы на зиму 1942—1943 годов велась заблаговременно. На этот раз предполагалось, кроме автодороги, проложить по льду и узкоколейную железную дорогу грузооборотом 2 тыс. т в сутки. 31 октября 1942 года вышло постановление Ленинградского фронта «О строительстве Военно-автомобильной дороги через Ладожское озеро», где предусматривалось начать сооружение ледовой дороги с грузооборотом 4,5 тыс. т в сутки, проходящей от Осиновца до Кобоны при установлении толщины льда на этом участке более 15 см. Ответственность за организацию перевозок с 22 ноября была возложена на Управление перевозок Ленинградского фронта. В подчинении управления находилась, помимо прочих, и 17 отдельная автотранспортная бригада — подразделение занимавшееся непосредственно перевозкой грузов через Ладогу. На 30 ноября она имела 446 автомашин ГАЗ-АА и 268 — ЗИС-5. 20 декабря на трассе было открыто движение для гужевого транспорта, а 24 декабря — для автомобильного. 21 ноября 1942 года Государственный Комитет Обороны принял постановление, предусматривающее сооружение свайно-ледовой железной дороги нормальной и узкой колеи через Ладожское озеро. Строительство железной дороги развернулось в начале декабря 1942 года. На 18 января 1943 года было построено 9,3 км дороги широкой колеи и 14,5 км узкоколейки. В связи с решением о строительстве по освобождённому во время прорыва блокады побережью Ладоги железной дороги, названой впоследствии Дорогой Победы, работы по строительству железной дороги через озеро были свёрнуты. После открытия Дороги Победы, то есть прямого железнодорожного сообщения с Ленинградом, перевозки через акваторию Ладожского озера стали занимать меньшую долю от общего объёма перевозок в город. В результате прорыва блокады в середине января 1943 года был освобождён Шлиссельбург, и 20 января было открыто движение на ответвлении ледовой дороги от островов Зеленцы до Шлиссельбурга. За время работы трассы произошло 357 провалов автомашин под лёд (из них поверхностных — 214 и полных — 143), практически все машины были подняты из воды. Работала ледовая дорога через Ладожское озеро до 30 марта 1943 года.
Оборону автодороги осуществляли два отдельных стрелковых батальона, перевалочные базы и склады охраняли части 23-й дивизии НКВД и караульные части Управления перевозок. С воздуха ледовую дорогу защищала 12-я отдельная эскадрилья из состава ВВС КБФ в составе 10 И-153 и 6 МиГ-3, противовоздушную оборону обеспечивали подразделения Ладожского дивизионного района ПВО, имевшего на вооружении 129 зенитных орудий среднего калибра, 43 малого калибра и 97 зенитных пулемётов. Из них в январе на ледовой дороге находилось восемь 85-мм зенитных орудия, тридцать пять 37-мм орудия и 83 зенитных пулемёта.
За время действия трассы по ней с восточного берега на западный было перевезено 206 тыс. т грузов, из них 4,4 тыс. т в Шлиссельбург. Продукты и фураж составили 112 тыс. т, включая: 56 тыс. т муки и зерна, 9,4 тыс. т крупы, 2,4 тыс. т мяса, 4,8 тыс. т рыбы, 2,7 тыс. т сахара, 7,6 тыс. т овощей. Было доставлено 18,6 тыс. т угля, 5 тыс. т ГСМ, 54 тыс. т боеприпасов. Помимо этого по подводному трубопроводу поступило 8,5 тыс. т нефтепродуктов. В обратном направлении по ледовой дороге было вывезено 10 тыс. т грузов. Перевозки людей составили 133 тыс. в Ленинград и 89 тыс. из него.

## Навигация 1943 года
К навигации 1943 года на Сясьской верфи происходило строительство новых барж, к апрелю их было построено 20 штук. К началу навигации Северо-Западное речное пароходство имело 28 озерных деревянных барж, 9 нефтеналивных барж, 3 баржи-парома, 30 речных барж, 5 озерных и 9 речных буксиров. Ледовая трасса прекратила действовать 31 марта, а уже 2 апреля начались водные перевозки по малой трассе Кобона — Осиновец. Из-за наличия плавающего льда на перевозках использовались только металлические суда; деревянные баржи вышли на трассу с 21 апреля. 22 апреля открылась навигация и на большой трассе Новая Ладога — Осиновец. В конце мая, начале июня противником производилась серия крупных бомбардировок ладожских портов, в результате чего было потоплено пять судов, а многие получили тяжёлые повреждения. Летом из Ленинграда на Ладожское озеро по железной дороге были переправлены две подводные лодки (М-77 и М-79). Они были спущены на воду по слипам в бухте Гольсмана и впоследствии принимали участие в операциях Ладожской военной флотилии.
В связи с тем, что в 1943 году значительная часть грузов пошла в Ленинград по железной дороге напрямую, минуя Ладогу, заметно уменьшились водные перевозки. Всего в навигацию 1943 года было перевезено в Ленинград 208 тыс. т грузов, в том числе 43,5 тыс. т продовольствия, 67 тыс. т боеприпасов, около 20 тыс. т угля, 48,5 тыс. т горюче-смазочных материалов; ещё 15 тыс. т топлива было перекачано по подводному трубопроводу. Также в блокированных город было доставлено 850 тыс. м³ леса. Без учёта перевозок леса, по малой трассе было доставлено 124 тыс. т грузов, по большой трассе — 31,5 тыс. т. Перевозки людей в сторону Ленинграда составили 93 тыс. человек, половина из которых — военнослужащие для пополнения войск, и 69 тыс. человек в обратном направлении. Также из Ленинграда водным путём было вывезено 26 тыс. т различных грузов и промышленного оборудования. Общее количество грузов, перевезённых в Ленинград по Дороге жизни за весь период её действия, составило свыше 1 млн 615 тыс. тонн. За это же время из города было эвакуировано около 1 млн 376 тыс. человек.

## Памятники
Шоссе А128 Санкт-Петербург — Морье во Всеволожском районе повторяет сухопутный участок дороги из Ленинграда до Ладоги, вдоль него расположены памятники, посвящённые Дороге жизни.
Всего на Дороге жизни установлено 7 монументов, 46 памятных столбов вдоль шоссе и 56 столбов вдоль железной дороги. Все эти сооружения входят в Зелёный пояс Славы. Существуют также и другие мемориальные сооружения.
Постановлением Совета Министров РСФСР № 624 от 4 декабря 1974 года расположенные на дороге от станции Ржевка до маяка Осиновец части мемориала в память обороны Ленинграда в 1941—1944 гг. «Зелёный пояс Славы» — 43 километровых столба на Дороге жизни, признаны памятниками истории.
- Первые семь километров, по которым проходили транспортные колонны от станции Ржевка по Ленинграду — вдоль Рябовского шоссе и шоссе Революции — названы «Ржевским коридором» (автор концепции мемориальной трассы — архитектор В. С. Лукьянов, 1985 год). Этот, проходящий по городу отрезок пути, на котором установлено четыре памятных стелы, является неотъемлемой частью Мемориального комплекса «Дорога жизни».
- Мемориальный комплекс «Цветок жизни» на 3 км Дороги жизни, состоящий из монумента, установленного в 1968 году по проекту архитекторов А. Д. Левенкова, П. И. Мельникова, и восьми стел (страницы блокадного дневника ленинградской школьницы Тани Савичевой), установленных в 1975 году архитекторами А. Д. Левенковым, Г. Г. Фетисовым и инженером М. В. Коман.
- Монумент «Балтийские крылья» между 5 и 6 км Дороги жизни (1968 г., арх. А. Д. Левенков).
- Мемориальный комплекс «Румболовская гора» на 10 км Дороги жизни во Всеволожске (1967, 1975, арх. П. Ф. Козлов, В. Н. Полухин).
- На Румболовской горе на 10 км Дороги жизни во Всеволожске: бронзовая скульптура в натуральную величину с надписью «Памяти машины-солдата» — памятник легендарной ГАЗ-АА, в народе — «полуторке» (2012 г., арх. С. М. Исаков).
- Монумент «Катюша» на 17 км Дороги жизни у деревни Корнево (1966 г., арх. А. Д. Левенков, П. И. Мельников, Л. В. Чулкевич, констр. Г. И. Иванов и Л. В. Изъюров).
- Блиндаж, где находился узел связи («Тройка-1»), обеспечивавший связь блокадного Ленинграда со страной на 38-м километре Дороги жизни, в Ваганово (восстановлен и преобразован в мемориал в 1975 году).
- Памятник-паровоз, работавший на Дороге жизни, установлен на железнодорожной станции Ладожское Озеро (1974 г., арх. В. И. Кузнецов).
- Мемориальный комплекс «Разорванное кольцо» на 40-м км шоссе Дороги жизни, на берегу Ладожского озера близ деревни Коккорева (монумент и зенитная пушка, 1966 г.; арх. В. Г. Филиппов, ск. К. М. Симун, инж. И. А. Рыбин)
- 56 памятных километровых столбов на железнодорожной линии Финляндский вокзал — Ладожское Озеро (1970 г., арх. М. Н. Мейсель, И. Г. Явейн).
- 46 памятных километровых столбов на шоссе от станции Ржевка до Ладожского Озера, (1967, арх. М. Н. Мейсель)[156]
- Монумент «Переправа» близ посёлка имени Морозова на правом берегу Невы, посвящённый воинам-понтонерам (1970 г., арх. Л. М. Дрекслер, инж. Е. Н. Луцко).
- Стела «Стальной путь» на железнодорожной станции Петрокрепость, установленная в честь героев-железнодорожников, работавших на Дороге жизни (1972 г., арх. М. Н. Мейсель, И. Г. Явейн, ск. Г. Д. Глинман), рядом — памятник-паровоз (1975 г.)
- Стела «Кобона» в деревне Кобоне, посвящённая Дороге жизни (1964 г., арх. М. Н. Мейсель, А. А. Яковлев)
- Мемориальный комплекс Героям Ладоги на пересечении автодороги А122 (Войбокало — Кобона) и Петрозаводского шоссе в 71 километре от КАД возле деревни Дусьево. Установлен в 1974 году, архитектор А. Д. Левенков, художник В. В. Фоменко. Инженеры Т. А. Мураневич и Ю. Маков. Входит в число памятников «Зелёного пояса Славы Ленинграда»[157].
- Стела «Войбокало» на станции Войбокало, посвящённая Дороге жизни (1975 г.; арх. С. С. Натонин)
- На берегу Финского залива у Малой Ижоры: памятник, посвящённый Малой Дороге жизни.
- Памятник-автомашина ЗиС-5 в посёлке Подборовье Бокситогорского района с мемориальной табличкой «Здесь начиналась Дорога Жизни. Ноябрь—декабрь 1941» (1968 г.).
- Памятный камень и поклонный крест в месте где начиналась Дорога жизни в 1941 году, примерно в 10 км от посёлка Заборье в Бокситогорском районе Ленинградской области[158].

- Одна из стел  на мемориальной трассе «Ржевский коридор»
- Памятный километровый знак в посёлке Ладожское озеро
- Стела  на станции Войбокало
- Памятный камень и поклонный крест возле Заборья

## Музеи
- Дорога жизни — музей в посёлке Ладожское Озеро, филиал Центрального военно-морского музея им. имп. Петра Великого.
- Военно-исторический центр Дорога жизни в Кобоне.
- Кобона: Дорога жизни — другой музей, также в Кобоне.
- Дом авиаторов (музей) — музей во Всеволожске, посвящённый летчикам, прикрывавшим с воздуха машины, идущие по Дороге жизни.

## В культуре
- «Песня о Ладоге» на стихи Петра Богданова — первое или одно из первых упоминаний Дороги жизни (декабрь 1942)[159].
- Дороге Жизни посвящена одна из песен Александра Розенбаума «На Дороге Жизни» («В пальцы свои дышу…»).
- Мини-сериал «Ладога» (2014).
- «Ленинградская песня» — песня Игоря Растеряева.